# Defiance Records
Defiance Records är ett skivbolag baserat i Köln, Tyskland. Skivbolaget är tysk och europeisk distributör av ett flertal amerikanska och internationella post-hardcore- och punk-band.

## Representerade artister
- Alesana[2]
- Alexisonfire
- Ambrose
- As Friends Rust
- The Cable Car Theory
- Clarity Process
- The Coalfield
- The Copperpot Journals
- The Data Break
- Delorean
- Down In Frustration
- Engrave
- Face the Enemy
- Gameface
- Haste
- Hot Water Music
- Hopeful
- It's Not Not
- Joshua
- Jude the Obscure
- Kevin Devine
- Limbeck
- Miracle of 86
- The National Anthems
- Never Surrender
- New End Original
- One Man and His Droid
- Pale
- Portugal. The Man
- Piebald
- Reno Kid
- River City High
- Solea
- Standstill
- The Stereo
- Three Minute Poetry
- Wedekind